# Passamezzo
Der Passamezzo (italienisch, auch Pass’e mezzo oder Passo e mezzo) ist ein geradtaktiger italienischer Schreittanz des 16. und des ersten Drittels des 17. Jahrhunderts, ähnlich der Pavane. Teils wurde der Begriff gleichbedeutend mit einer etwas beschleunigten Pavane verwendet, teils war der Passamezzo ein eigener Tanz, etwas schneller als die Pavane. Wie die Pavane mit der Galliarde wurde auch der Passamezzo regelmäßig mit einem schnellen Nachtanz, dem Saltarello verbunden.
Charakteristisch für den mehrteiligen Passamezzo ist die Variation der Melodie über einer gegebenen Basslinie (Basso ostinato). Vorherrschend waren zwei harmonische Modelle: der Passamezzo antico in Moll und der Passamezzo moderno in Dur. Beide Modelle entstanden wahrscheinlich um 1540. In den gedruckten Sammlungen des 16. Jahrhunderts sind etwa 121 Stücke als Passamezzo betitelt, wovon einige auch von anonymen Komponisten, etwa herausgegeben von Pierre Phalèse (zum Beispiel in Hortulus Cytharae aus dem Jahr 1570), stammen. Davon verwenden 40 das Antico- und 35 das Moderno-Schema. Im 17. Jahrhundert wurden fast ausschließlich diese beiden Modelle als Kompositionsgrundlage verwendet. Lautenisten des 16. und 17. Jahrhunderts übernahmen den Passamezzo zu seiner Blütezeit in die vorbarocke Suite.
Bedeutende Meister in der kontinuierlichen Entwicklung des Passamezzo waren beispielsweise Andrea Gabrieli, John Bull, William Byrd, Jan Pieterszoon Sweelinck und Samuel Scheidt in seiner Tabulatura Nova (1624). Erst vierzig Jahre später erweckte ihn der Organist Bernardo Storace, in seiner Selva di varie compositione noch einmal zum Leben. Giovanni Battista Vitali widmete 1682 den verschiedenen Arten des Passamezzo, seine Triosonatensammlung Op. 7.

## Passamezzo Antico
Der Passamezzo Antico (englisch: Passing Measures Pavan) war durch folgende Harmoniefolge gekennzeichnet:
i – VII – i – V – III (oder i) – VII – i V – i
Die Folia und die Romanesca sind eng verwandte Varianten dieses harmonischen Modells. Auch die Durchführung der Chaconne erfolgte ähnlich.

## Passamezzo Moderno
Der Passamezzo Moderno (auch Passamezzo Commune, Novo; englisch Quadro oder Quadran Pavan, abgeleitet vom b quadratum, also der Passamezzo in Dur) war das häufigste harmonische Modell der Renaissance:

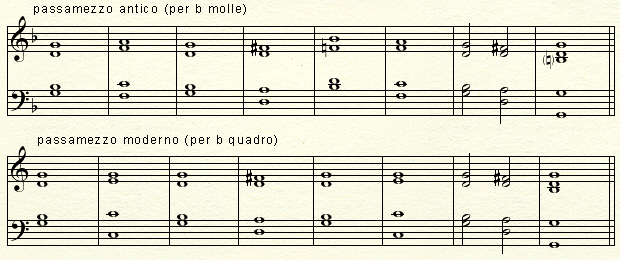
Passamezzo Antico mit b molle und Passamezzo Moderno mit b durum

I – IV – I – V – I – IV – I – V – I